# Zamek w Krzywczu
Zamek w Krzywczu – wybudowany w pierwszej połowie XVII wieku przez rodzinę Kątskich.

## Położenie
Zamek znajduje się w centrum wsi Krzywcze na Podolu, na wierzchołku wzgórza dominującego nad okolicą, pomiędzy dwiema dolinkami, którymi płyną dopływy rzeki Cynanki.

## Historia

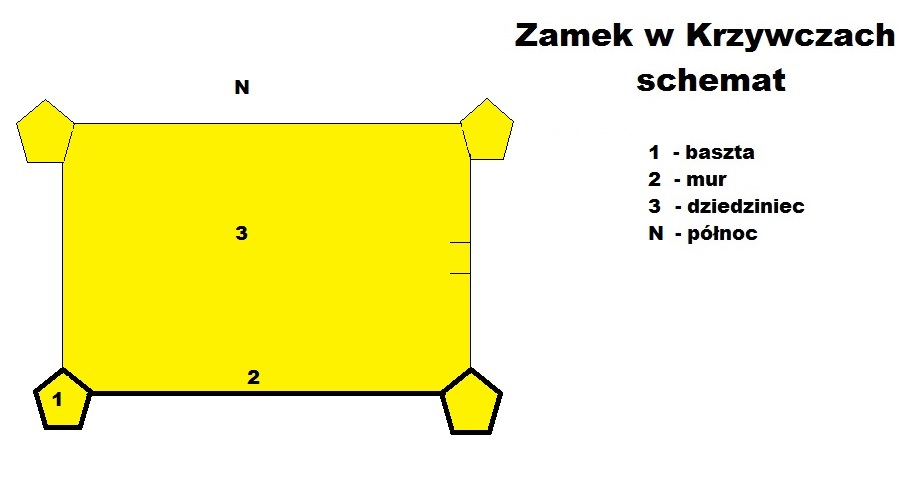
Zamek w Krzywczu. Schemat

Prywatny zamek rodziny Kąckich zbudowany w 1639. Podczas powstania w 1648 r. zamek został zdobyty przez wojska Bohdana Chmielnickiego. W 1672 r. opanowany przez Turków (nocował pod nim sułtan Mehmed IV). Następnie w 1675 roku odbił go Jan III Sobieski. W latach 1684–99 zamek służył jako baza wypadowa wojsk Koronny Polskiej biorących udział w wojnie z Turcją i warownia blokująca leżący w odległości 40 km okupowany przez Turków Kamieniec Podolski. W tym czasie w 1687 roku w zamku odparła turecki atak jedna z polskich chorągwi.
Zamek był zamieszkany do połowy XIX wieku przez rodzinę Golejewskich, będącą właścicielami miejscowych dóbr. Po 1848 roku zamek przeszedł w ręce żydowskiej rodziny Seidmannów, którzy rozebrali go w drugiej połowie XIX w. na materiał budowlany. Pozostałe dwie wieże ochroniono przed rozbiórką dzięki interwencji miłośników zabytków. Częściową rekonstrukcję rozpoczęto w czasach II RP, gdy umieszczono w jednej z wież schronisko turystyczne Podolskiego Towarzystwa Turystyczno-Krajoznawczego. Kolejne rozbiórki prowadzono po 1946 roku. W 1990 roku odbudowano mur łączący dwie zachowane wieże.
Do chwili obecnej zachowały się jedynie dwie baszty ze strzelnicami i fragment murów.

## Architektura
Zamek został wzniesiony na regularnym planie wydłużonego czworoboku - prostokąta z czterema trzykondygnacyjnymi basztami w narożnikach. Boki miały długość 78 na 53 metry. We wschodniej kurtynie murów znajdowała się brama wjazdowa, rozebrana w 1946 r. w celu pozyskania materiałów budowlanych w związku z budową drogi.

## Urodzeni
- Maria Czarkowska